# Nedre Flyn (Alanäs socken, Jämtland)
Nedre Flyn är en sjö i Strömsunds kommun i Jämtland och ingår i Ångermanälvens huvudavrinningsområde. Sjön har en area på 0,192 kvadratkilometer och ligger 364,1 meter över havet.

## Delavrinningsområde
Nedre Flyn ingår i det delavrinningsområde (714182-146402) som SMHI kallar för Utloppet av Nedre Flyn. Medelhöjden är 465 meter över havet och ytan är 4,65 kvadratkilometer. Det finns ett avrinningsområde uppströms, och räknas det in blir den ackumulerade arean 19,75 kvadratkilometer. Vattendraget som avvattnar avrinningsområdet har biflödesordning 4, vilket innebär att vattnet flödar genom totalt 4 vattendrag innan det når havet efter 264 kilometer. Avrinningsområdet består mestadels av skog (95 procent). Avrinningsområdet har 0,19 kvadratkilometer vattenytor vilket ger det en sjöprocent på 4,1 procent.